# شب خشونت‌آمیز
شب خشونت‌آمیز (به انگلیسی: Violent Night) یک فیلم اکشن و کمدی سیاه آمریکایی محصول سال ۲۰۲۲ به کارگردانی تومی ویرکولا بر اساس فیلمنامه‌ای از پاتریک کیسی و جاش میلر است. در این فیلم دیوید هاربر، جان لگویزمائو و بورلی دی آنجلو به ایفای نقش پرداخته‌اند.
این فیلم در ۷ اکتبر ۲۰۲۲ در کامیک‌کان نیویورک نمایش داده شد و همچنین در ۲ دسامبر ۲۰۲۲ توسط یونیورسال پیکچرز بر روی پرده‌های نقره‌ای به‌نمایش درآمد.

## خلاصه داستان
هنگامی که گروهی از مزدوران در شب کریسمس به املاک یک خانواده ثروتمند حمله می‌کنند ، بابا نوئل (با بازی هاربر) باید برای نجاتشان وارد عمل شود.

## تولید
فیلمبرداری این فیلم از ژانویه تا مارس ۲۰۲۲ در وینیپگ انجام شد.

## انتشار
شب خشونت‌آمیز نخستین نمایش جهانی خود را در کامیک کان نیویورک در ۷ اکتبر ۲۰۲۲ داشت و قرار است در ۲ دسامبر ۲۰۲۲ توسط یونیورسال پیکچرز در ایالات متحده اکران شود.